# Sega-AM2
Sega-AM2, ou simplement AM2, pour Sega Amusement Machine Research and Development Department 2, est un studio de développement de jeux vidéo appartenant à Sega et fondé en 1985. Cette équipe a développé bon nombre de jeux d'arcade, sur consoles Sega et depuis 2002, sur d'autres supports. Le leader de cette équipe était Yū Suzuki (Virtua Fighter, Shenmue...). Il s'agit désormais de Hiroshi Kataoka et de Makoto Osaki.

## Histoire

Ancien logo de la société Sega-AM2 utilisé pour la première fois en 1994.

## Liste de jeux
Voici une liste non exhaustive des séries de jeux développés par AM2:

### 32X
- Virtua Fighter
- Virtua Racing Deluxe

### Arcade
- 18 Wheeler: American Pro Trucker
- After Burner
- After Burner II
- Arabian Fight
- Beach Spikers
- Border Break: Sega Network Robot Wars
- Burning Rival
- Daytona USA
- Daytona USA 2
- Daytona USA 2: Power Edition
- Desert Tank
- Dynamite Dux
- F1 Exhaust Note
- F1 Super Lap
- Ferrari F355 Challenge
- Ferrari F355 Challenge 2: International Course Edition
- Fighting Vipers
- Fighting Vipers 2
- G-LOC
- Ghost Squad
- GP Rider
- Hang-On
- The House of the Dead
- KanColle Arcade
- The King of Route 66
- Out Run
- OutRun 2
- OutRun 2 SP
- Outtrigger
- Power Drift
- Quest of D
- Scud Race
- Scud Race Plus
- Sonic the Fighters (Sonic Championship)
- Soreike Kokology
- Soreike Kokology 2
- Space Harrier
- Strike Fighter
- Super GT (Scud Race)
- Super Hang-On
- Turbo Out Run
- Virtua Cop
- Virtua Cop 2
- Virtua Cop 3
- Virtua Fighter
- Virtua Fighter 2
- Virtua Fighter 2.1
- Virtua Fighter 3
- Virtua Fighter 3tb
- Virtua Fighter 4
- Virtua Fighter 4 Evolution
- Virtua Fighter 4 Final Tuned
- Virtua Fighter 5
- Virtua Fighter Kids
- Virtua Formula
- Virtua Racing
- Virtua Striker
- Virtua Striker 2
- Virtua Striker 2 version '98
- Virtua Striker 2 version '99
- Virtua Striker 2 version '99.1
- Virtua Striker 2 ver. 2000

### Dreamcast
- 18 Wheeler: American Pro Trucker
- Ferrari F355 Challenge (Ferrari F355 Challenge: Passione Rossa)
- Fighting Vipers 2
- Outtrigger
- Project Propeller Online
- Propeller Arena
- Shenmue
- Shenmue II
- Virtua Cop 2
- Virtua Striker 2 (Virtua Striker 2 ver. 2000.1)

### GameCube
- 18 Wheeler: American Pro Trucker
- Beach Spikers
- Virtua Quest
- Virtua Striker 3 ver.2002

### Game Gear
- G-LOC Air Battle
- Out Run
- Space Harrier

### Master System
- After Burner
- Dynamite Dux
- Out Run
- Space Harrier
- Space Harrier 3-D

### Mega Drive
- After Burner II
- Out Run
- Rent-A-Hero
- Space Harrier II
- Sword of Vermilion (Vermilion)
- Virtua Fighter 2
- Virtua Racing

### PC
- Virtua Fighter
- Virtua Fighter 2
- Virtua Cop
- Virtua Cop 2

### PlayStation 2
- 18-Wheeler: American Pro Trucker
- Aero Elite: Combat Academy (Aero Dancing 4: New Generation)
- Ferrari F355 Challenge
- The King of Route 66
- The Super Dimension Fortress Macross
- Virtua Cop: Elite Edition (Virtua Cop Re-Birth)
- Virtua Fighter 4
- Virtua Fighter 4 Evolution
- Virtua Quest

### PlayStation 3
- Virtua Fighter 5
- Virtua Tennis 3

### PSP
- Virtua Tennis World Tour
- Virtua Tennis 3

### Saturn
- Daytona USA
- Daytona USA: C.C.E. Net Link Edition
- Digital Dance Mix
- Fighters Megamix
- Fighting Vipers
- Sega Ages: After Burner II
- Sega Ages: Out Run
- Sega Ages: Power Drift
- Sega Ages Vol. 2: Space Harrier
- Virtua Cop
- Virtua Cop 2
- Virtua Cop Special Pack
- Virtua Cop 1 - 2 Pack
- Virtua Fighter
- Virtua Fighter 2
- Virtua Fighter CG Portrait Series
- Virtua Fighter Kids
- Virtua Fighter Remix
- Virtua Racing

### Xbox
- OutRun 2
- Shenmue II

### Xbox 360
- Virtua Fighter 5
- Virtua Tennis 3
- Daytona USA
- After Burner Climax